# الإسكان ميسور التكلفة في كندا

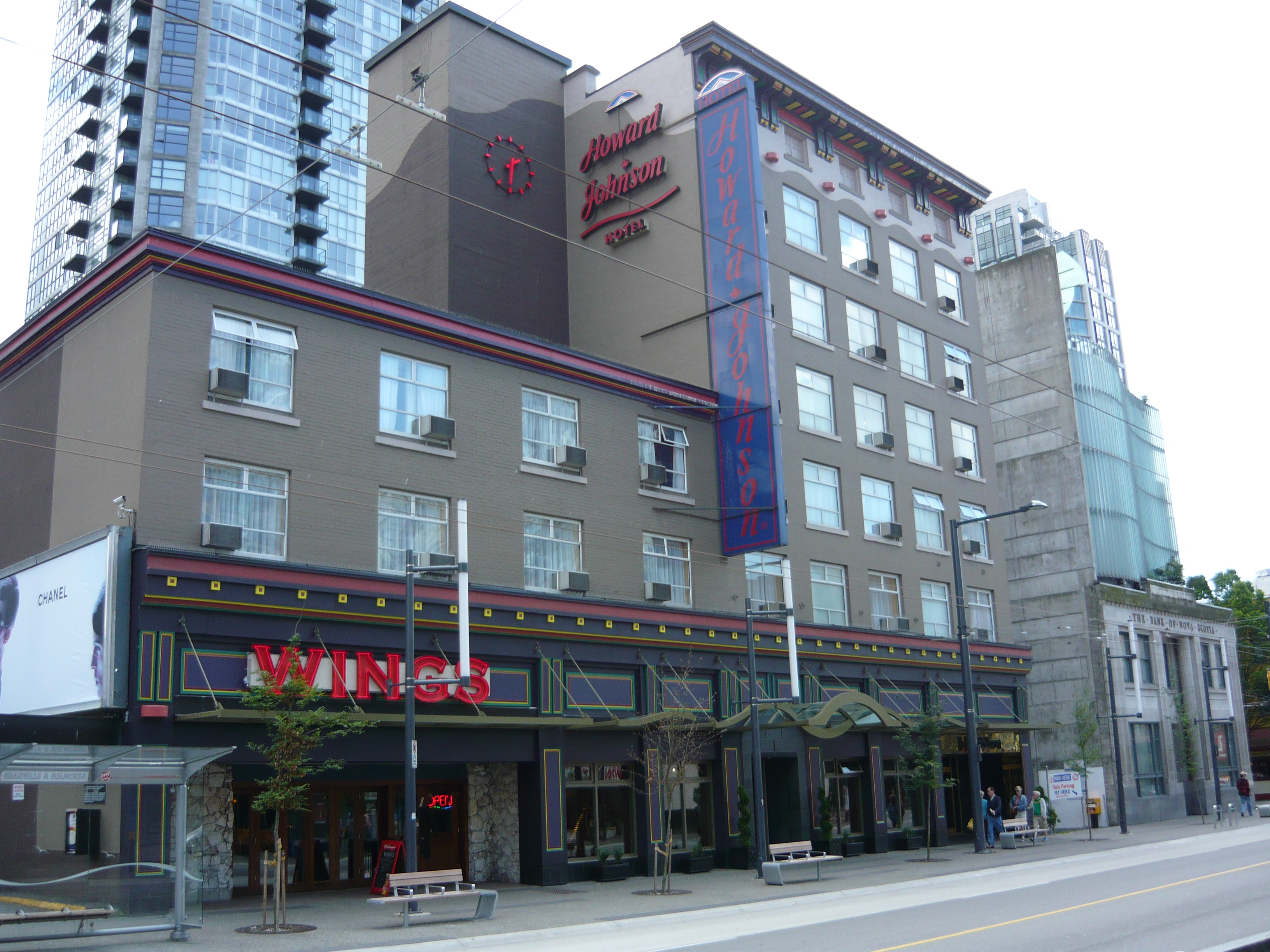
فندق فانكوفر مارتينيك 2010

تمثل القدرة على تحمل تكاليف السكن في كندا مفارقة معقدة. بحلول 2004، كان 1.7 مليون كندي يعانون من مشاكل تكلفة الإسكان، ومع ذلك تعتبر كندا من أكثر الأماكن التي يمكن العيش فيها بأسعار معقولة، وذلك وفقًا لتحليلات القدرة على تحمل التكاليف الموجهة نحو السوق مثل التي يقدمها البنك الملكي الكندي. تتدخل السياسات العامة للحكومة الكندية حين تصل القدرة على تحمل تكاليف السكن إلى حد يتعذر فيه امتلاك منزل حتى للموظفين بدوام كامل. تشمل السلسة المتواصلة للإسكان ميسور التكلفة في كندا الإسكان السوقي (مساكن الإيجار ميسور التكلفة، وملكية المنازل ميسورة التكلفة)، والإسكان غير السوقي (مساكن الإيجار ميسور التكلفة، وملكية المنازل ميسورة التكلفة)، والإسكان المدعوم من الحكومة (ملاجئ الطوارئ، والإسكان الانتقالي، والإسكان الاجتماعي). يعتبر قياس القدرة على تحمل تكلفة السكن أمرا معقدا بسبب الجغرافيا الطبيعية والبشرية الشاسعة في كندا والتي تشمل المجتمعات الشمالية النائية والمناطق الحضرية الغنية. ارتفعت أسعار المساكن وتكاليف البناء ارتفاعًا هائلًا في كندا كبقية أنحاء العالم. زادت مستويات الدخل للفئات الخمس الأعلى دخلاً زيادة مضاعفة بينما بقي دخل الفئات الخمس الأقل دخلاً راكدًا. تمثل فجوة عدم المساواة المتزايدة تحديًا كبيرًا للأسر الكندية التي «لا تستطيع تحمل أسعار» أسواق الإسكان للإيجار والملكية.

## الإسكان السوقي
يُخدم 80 % من الكنديين من خلال الإسكان السوقي، الذي يشمل ملكية المنازل الفردية والإسكان بالإيجار الخاص. يمول الأفراد مساكنهم الخاصة في نظام الإسكان السوقي، بشكل مستقل عن المساعدات الحكومية.
يقول تقرير مصرف كندا الملكي الاقتصادي لعام 2012 عن القدرة على تحمل تكلفة المنزل أن مؤشره تدهور بشكل طفيف فقط. ولكن، تكلفة المأوى بالنسبة للدخل (STIR) كانت أعلى بكثير من 30% بالنسبة للدخل المتوسط. على الصعيد الوطني، تبلغ نسبة المنازل من طابقين 48.7%. نسبة المدن الكبرى مثل فانكوفرهي الأسوأ في العالم وتبلغ 88.9 %. تعتبر كالغاري ميسورة الإسكان بنسبة 36.7%، مونتريال 41.8% وتورنتو 53.4%. يوفر مؤشر مصرف كندا الملكي  بيانات ربع سنوية حول القدرة على تحمل تكلفة ملكية المنزل، وهو يقيس نسبة المنازل المعروضة للبيع حاليًا المناسبة للأسر متوسطة الدخل. توفر قياسات القدرة على تحمل التكاليف الموجهة حصريًا إلى القدرة على الشراء باستخدام نسبة تكلفة السكن إلى الدخل بشكل رئيسي معلومات مفيدة لأحد طرفي سلسلة الإسكان في كندا، وهي ملكية المنازل في السوق الخاص بسعر السوق.
في تقرير شركة الرهن العقاري والإسكان الكندية في الربع الثاني لعام 2016، حذرت الشركة من أن أسعار الإسكان مبالغ  فيها في قيمتها في تسع أسواق كندية، مع تعرض فانكوفر لمخاطر كبيرة. لا تزال هناك أدلة قوية على وجود «ظروف إشكالية» في تورنتو وكالغاري، وساسكاتون وريجينا في حين أن «الظروف الإشكالية» في أوتاوا ضعيفة.

## القدرة على تحمل تكلفة السكن والطبقة المتوسطة
تُبلغ أجزاء كثيرة من البلاد أن العاملين الرئيسيين -المدرسين والممرضين وضباط الشرطة وعمال البناء وغيرهم- الذين يكسبون دخلًا معقولًا جيدًا من مهنهم يجدون صعوبة متزايدة في تحمل تكلفة السكن المرتفعة.  أفادت الوكالة الإحصائية الكندية أنه في حين زاد نصيب الفرد من الناتج المحلي الإجمالي الحقيقي بنسبة 50% تقريبًا بين عامي 1980 و2005، زادت القوة العاملة من التحصيل التعليمي والخبرة في العمل خلال هذه الفترة نفسها، كما زادت الأرباح الوسطية بين أعلى 20% من الموظفين بدوام كامل بنسبة 17.9% «انخفضت لأقل خمس لفئات لتوزيع الدخل المتوسط  بنسبة 13.3 %.» ارتفع متوسط دخل الكنديين بدوام كامل ارتفاعًا طفيفًا، من 41348 دولارًا في عام 1980 إلى 41401  دولار في عام 2005، حصل 1% أو 246,000 كندي بين عامي 1997 و2007 على متوسط دخل يبلغ 405 ألف دولار، وهو يمثل 32% من إجمالي نمو الدخل.
يعتبر نقص المساكن ميسورة التكلفة أحد العوامل المعقدة التي تؤدي إلى التشرد. وصل التشرد في منتصف التسعينيات في كندا -في أقصى نهاية السلسلة المتصلة لتكلفة الإسكان- إلى مستوى أزمة وطنية معترف بها وتؤثر على مجموعة متنوعة من السكان من الأفراد والأسر. بدأت جميع مستويات الحكومة في كندا بإدراج سياسات واستراتيجيات الإسكان كاستجابة للأزمة رغم أن نشطاء مكافحة الفقر وإنهاء التشرد يقولون أن الجهود غير كافية أو فعالة أو مستدامة. ومع ذلك، تتماشى السياسة العامة الكندية المتعلقة بالقدرة على تحمل تكلفة الإسكان أكثر مع مفهوم الحاجة مقارنة بالمملكة المتحدة حيث أن مفهوم القدرة على تحمل التكاليف أكثر توجهًا نحو السوق. تستكشف مستويات إدارية مختلفة في كندا حلولًا سياسية للمساعدة في التحديات التي تواجه المستأجر ومالك المنزل  ذوي الدخل المنخفض المثقلين بأعباء تكاليف المأوى.
ووفقًا لتقرير اتحاد البلديات الكندية لعام 2012، فإن ثلث الكنديين من المستأجرين. ولم يواكب تشييد وإعادة تأهيل وحدات الإيجار الميسورة التكلفة عدد التي فقدت نتيجة الهدم ومشاريع التكثيف الحضري، والتحول الأكثر ربحًا نحو الوحدات السكنية المشتركة. أقل من 10% من المشاريع الجديدة في مجال الإسكان هي وحدات إيجار. انخفض عدد وحدات الإيجار منذ عام 2005. وزادت تكلفة الاستئجار أكثر من 20 %. يعتبر اتحاد البلديات الكندية أن نقص المساكن المتاحة للإيجار يزداد سوءًا، في الوقت نفسه تزداد نسبة الكنديين الذيين لا يستطيعون تحمل أسعار ملكية المنازل.
إن قياس القدرة على تحمل تكلفة السكن أمر معقد بسبب الجغرافيا الطبيعية والبشرية الشاسعة في كندا والتي تشمل المجتمعات الشمالية النائية والمناطق الحضرية الغنية. ارتفعت أسعار المساكن وتكاليف البناء ارتفاعًا هائلًا في كندا كما في أماكن أخرى من العالم.  زادت مستويات الدخل للفئات الخمس الأعلى دخلاً زيادة مضاعفة بينما بقي دخل الفئات الخمس الأقل دخلاً راكدًا. 
نما الاقتصاد منذ منتصف التسعينيات فصاعدًا في «أقوى وتيرة ثابتة منذ الستينيات» وكان لدى كندا سوق عقاري قوي، بينما واجهت العديد من الأسر الكندية انعدام الأمن السكني. وكان حوالي 1.5 مليون أسرة كندية أو 12.7 % من الأسر الكندية في حاجة ماسة للإسكان. تعترف السياسات السكنية في جميع أنحاء كندا التي تعالج مسألة القدرة على تحمل تكلفة السكن باستمرارية الإسكان التي تشجع على امتلاك المنازل واستئجارها في القطاع الخاص ولكنها توفر أيضًا خدمات الإيجار و/أو مساعدة الدخل  للأسر ذات الدخل المنخفض، وتًقدم خدمات الدعم رفيعة المستوى إلى أضعف المواطنين (كبار السن الضعفاء، والمعوقين، والمعوقون عقليًا، والآباء الوحيدون، وغيرهم) من الإسكان الانتقالي القصير الأجل، والسكن المدعوم الطويل الأجل، إلى ملاجئ الطوارئ للمشردين. تراعي السياسات والاستراتيجيات الإسكانية تكرار المستخدمين واللذين يواجهون عقبات عديدة لتلبية الاحتياجات الإسكانية الأساسية والحفاظ عليها، وبالتالي توفر مجموعة واسعة من خدمات الدعم بما في ذلك التدريب على مهارات الحياة وبرامج المساعدة لكسر حلقة الفقر (إستراتيجية الإسكان للإسكان لعام 2006). وبهذه الطريقة تتداخل استراتيجيات الإسكان ودراسات الإسكان المتعلقة بتكلفة الإسكان مع استراتيجيات ودراسات مكافحة الفقر.